# Orquesta Millennium

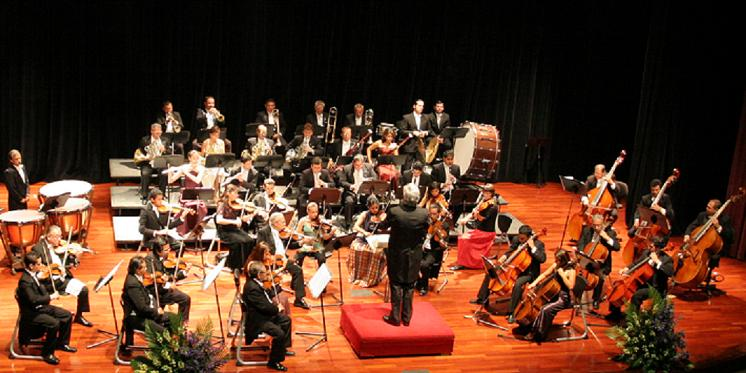
Orquesta Millennium, 2007.

La Orquesta Millennium es una agrupación orquestal independiente fundada en 1993 en Guatemala  por Dieter Lehnhoff. 

## Historia
La orquesta fue fundada en 1993 por el compositor y director Dieter Lehnhoff, con el propósito de realizar grabaciones en primicia de obras guatemaltecas de la época clásica y el romanticismo temprano. Este primer disco compacto se tituló La Sociedad Filarmónica, y constituyó el tercer volumen de la serie discográfica Música histórica de Guatemala, que forma parte de la Historia General de Guatemala. Esta importante publicación, que recoge todos los aspectos históricos del país a través de su historia, requería de audiciones complementarias para ilustrar el ambiente histórico de cada uno de sus seis volúmenes. Después de lanzado el disco, la orquesta continuó sus actividades concertantes con la serie de conciertos Clásicos en Vivo. Estas temporadas, llevadas a cabo 1994-96 en el Auditorio MacVean de la Universidad del Valle de Guatemala, estuvieron bajo la dirección del Maestro Lehnhoff e incluyeron música universal y guatemalteca del barroco, clásico, romántico y la época contemporánea. En 1998, la orquesta fue designada orquesta oficial de la Ciudad de Guatemala por el Alcalde Oscar Berger y el Concejo Municipal. Adoptó entonces el nombre de Orquesta Metropolitana, añadiéndole más adelante el nombre propio Millennium. 
Uno de los conciertos más memorables fue el rescate de la Sinfonía La Exposición del compositor Indalecio Castro, la cual fue estrenada para nuestro tiempo en el Convento de Capuchinas en la Antigua Guatemala, dentro del marco del III Festival de Cultura Paiz, el 11 de febrero de 1996. La orquesta presentó su primer concierto como Orquesta Metropolitana el 13 de agosto de 1998, en el acto de inauguración del Festival del Centro Histórico en el Palacio Nacional de la Cultura de la Ciudad de Guatemala. De esa manera inició sus Temporadas Metropolitanas, llevadas a cabo en el Museo Nacional de Historia y otras localidades históricas de Guatemala. Con el estímulo entusiasta del Alcalde Fritz García-Gallont, los conciertos fueron incrementados, presentándose música clásica guatemalteca y universal en la Catedral de Guatemala y en diversas iglesias. La orquesta también fue invitada a participar en los festivales Bravíssimo 2000-2001 de la Universidad Francisco Marroquín. En 2004, con el cambio de administración edil, pasó a llamarse simplemente Orquesta Millennium, desligándose de las actividades de la alcaldía. De enero a diciembre de 2006 desarrolló su serie de conciertos "¡Viva Mozart!", dedicadas al 250 aniversario de Wolfgang Amadeus Mozart, cuyos 250 años de nacimiento se conmemoraban. El entusiasmo del público fue desbordante, y a menudo la afluencia excedía la capacidad de la sala.

## Conciertos
- 21 de agosto de 2008. Concierto "Mil años de música en Guatemala" en el Salón Mayor de la Casa Santo Domingo en La Antigua Guatemala. Obras de: Anónimo, Pedro Bermúdez, Tomás Pascual, Gaspar Fernández, Manuel José de Quirós, Rafael Antonio Castellanos, José Eulalio Samayoa, Germán Alcántara y Paco Pérez. Cristina Altamira, mezzosoprano; Coros y Orquesta Millennium, Dieter Lehnhoff, director.

- 13 de agosto de 2008. Gala musical con la Orquesta Bach de Leipzig, Alemania en el Auditorio Juan Bautista Gutiérrez. Obertura Ruy Blas de Félix Mendelssohn; Concierto en mi mayor de Johann Sebastian Bach, con el violinista Thomas Krause; "El tun Balám Ix" de Arturo Pantaleón, junto al Grupo folklórico "Aj" de Comalapa. En la segunda parte: Sinfonía n.º 7 de José Eulalio Samayoa; Concierto para piano y orquesta n.º 2 de Dieter Lehnhoff, estreno mundial con el pianista Sergio Sandí; y el danzón orquestal "Tardes de feria" de Dieter Lehnhoff.

- 3 de mayo de 2008. Concierto "Sábados Culturales" en la Universidad Rafael Landívar. Sinfonía op. 6/6 de Johann Christian Bach; el aria "Vergnügte Ruh'" de la Cantata n.º 170 de Johann Sebastian Bach y el aria "Voi che sapete" de Las bodas de Fígaro de Mozart con la mezzosoprano Cristina Altamira; Concierto para oboe y orquesta K 314 de Mozart, con el oboísta Fielding Roldán; Sinfonía n.º 5 de Franz Schubert; y el danzón orquestal "Tardes de feria" de Dieter Lehnhoff.

- 11 de mayo de 2008. Concierto para el Día de Europa en el Teatro Municipal de Quetzaltenango. Con la mezzosoprano Cristina Altamira y el oboísta Fielding Roldán. Música de Dieter Lehnhoff, Alfredo Lowenthal, Mozart, Paco Pérez, Franz Schubert, Mariano Valverde.

- 10 de junio de 2007. Concierto "Barroco de dos Mundos" en el Festival de Junio del Teatro Nacional de Guatemala; celebrado en la Gran Sala del Teatro Nacional de Guatemala. Con los siguientes solistas: la mezzosoprano Cristina Altamira, el oboísta Fielding Roldán, el violinista Álvaro Reyes y el flautista Gabriel Yela. Música de Arcangelo Corelli, Bach, Händel, Manuel José de Quirós, Rafael Antonio Castellanos y Pedro Nolasco Estrada Aristondo.

- 16 de mayo de 2007. Concierto para el Día de Europa en el Teatro Nacional de Guatemala.

- 24 de enero de 2007. Concierto para el comienzo de la presidencia alemana de turno de la Unión Europea. Auditórium Juan Bautista Gutiérrez, Universidad Francisco Marroquín. La obertura de La scala di seta de Gioacchino Rossini; el poema sinfónico Vltava de Bedrich Smetana; Suite n.º 1  op. 46 "Peer Gynt" de Edvard Grieg; Concierto para clarinete, K. 622 de Mozart, con el solista Sergio Reyes; y Suite n.º 1 de Carmen de Georges Bizet.

- 1 de diciembre de 2006. Concierto "¡Viva Mozart!" en el Auditórium Anacafé. Con los siguientes solistas: la mezzosoprano Cristina Altamira, la fagotista Thelma Raquel Díaz y la flautista Gabriela Corleto. Conciertos y arias de Mozart.

- 17 de junio de 2006. Concierto "Clásicos en Vivo" en el Festival de Junio del Teatro Nacional. Gran Sala del Teatro Nacional, Centro Cultural Miguel Ángel Asturias. Sinfonía n.º 85 “La reina” de Joseph Haydn; Concierto para piano y orquesta n.º 1 de Dieter Lehnhoff, estreno absoluto con el solista José Pablo Quesada; Sinfonía n.º 35 "Haffner" de Mozart; y Noche de luna en las ruinas de Mariano Valverde.

- 13 de mayo de 2006. Concierto "¡Viva Mozart!" en el Teatro Municipal de Quetzaltenango. Música de Mozart: Eine kleine Nachtmusik; Concierto para fagot, K. 191, con la solista Thelma Raquel Díaz; Concierto para flauta n.º 2, K. 314, con la solista Gabriela Corleto; Concierto para violín n.º 4, K. 218, con el solista Álvaro Reyes; Noche de luna en las ruinas de Mariano Valverde, arreglo de Lehnhoff; y Luna de Xelajú de Paco Pérez, arreglo de Lehnhoff.

- 9 de mayo de 2006. Concierto "¡Viva Mozart!" para el Día de Europa. Música de Mozart: la obertura de Don Giovanni; Concierto para piano n.º 20, K. 466, con el solista José Pablo Quesada; Sinfonía n.º 38 "Praga".

- 26 de enero y 11 de febrero de 2006. Concierto "¡Viva Mozart!" en el Teatro Nacional y la Universidad Rafael Landívar. Música de Mozart: Sinfonía n.º 29; Concierto para clarinete, K. 622, con el solista Sergio Reyes; Sinfonía n.º 40.

## Discografía selecta
- 2007 — Melodías inolvidables de Guatemala. Música de Germán Alcántara, Julián González, Salvador Iriarte, José María Muñoz, Arsenio Ralón, Anselmo Sáenz. Orquesta Millennium, Dieter Lehnhoff, dir. Guatemala: Universidad Rafael Landívar, Fundación Soros-Guatemala y Consejo Guatemalteco de la Música (IM3307).

- 2003 — Tesoros Musicales de la Antigua Guatemala. José Eulalio Samayoa, Sinfonía n.º 7 y Misa de San José. Canciones de José Escolástico Andrino y Rafael Antonio Castellanos. Cristina Altamira, mezzosoprano. Orquesta Millennium, Dieter Lehnhoff, dir. Guatemala: Universidad Rafael Landívar, (IM1103).

- 2000 — Valses inolvidables de Guatemala. Música de Germán Alcántara, Belarmino Molina, Lorenzo Morales, Paco Pérez, José Eulalio Samayoa, Mariano Valverde y Miguel Zaltrón, en versiones de Dieter Lehnhoff. Orquesta Metropolitana Millennium, Dieter Lehnhoff, dir. Guatemala: ADESCA, 2000. Archivado el 27 de septiembre de 2007 en Wayback Machine.

- La Sociedad Filarmónica. Música de José Eulalio Samayoa, José Escolástico Andrino y Benedicto Sáenz hijo. Cristina Altamira, Ensemble Millennium, Nueva Orquesta Filarmónica, Dieter Lehnhoff, dir. (HGG 40293)

- Ecos de antaño. Música de Luis Felipe Arias, Germán Alcántara, Julián González, Julián Paniagua Martínez, Herculano Alvarado, Rafael A. Castillo, Ricardo Castillo, Paco Pérez, Germán Alcántara, domingo Betancourt y Domingo Fuentes Girón. Nueva Orquesta Filarmónica, Banda Marcial, Marimba Inguat. Cristina Altamira, Nery Cano, Zoila Luz García-Salas, Lester Homero Godínez, Dieter Lehnhoff, dir. (HGG 50497)